# سفارة أرمينيا في السويد
سفارة أرمينيا في السويد هي أرفع تمثيل دبلوماسي لدولة أرمينيا لدى السويد. تقع السفارة في ستوكهولم وهي تهدف لتعزيز المصالح الأرمينية في السويد.

## وصلات خارجية
- الموقع الرسمي
- قائمة سفارات أرمينيا
- قائمة السفارات في السويد